# Håckstatjärnen
Håckstatjärnen är en sjö i Nordanstigs kommun i Hälsingland och ingår i Gnarpsån-Harmångersåns kustområde. Sjön har en area på 0,0882 kvadratkilometer och ligger 38,8 meter över havet.

## Delavrinningsområde
Håckstatjärnen ingår i det delavrinningsområde (687594-157829) som SMHI kallar för Mynnar i Jättendalssjön. Medelhöjden är 56 meter över havet och ytan är 3,36 kvadratkilometer. Det finns inga avrinningsområden uppströms utan avrinningsområdet är högsta punkten. Vattendraget som avvattnar avrinningsområdet har biflödesordning 2, vilket innebär att vattnet flödar genom totalt 2 vattendrag innan det når havet efter 6,2 kilometer. Avrinningsområdet består mestadels av skog (58 procent) och jordbruk (30 procent). Avrinningsområdet har 0,08 kvadratkilometer vattenytor vilket ger det en sjöprocent på 2,2 procent.